# PrimeTel
Primetel è una società di telecomunicazioni cipriota che offre e sviluppa servizi di telefonia fissa e mobile.

## Storia
La società è stata fondata nel 2003.
Nel maggio 2011, Primetel ha lanciato il primo operatore di rete mobile virtuale a Cipro, diventando così il terzo operatore di telefonia mobile dell'isola. Primo operatore MVNO a Cipro, Primetel ha recentemente lanciato i servizi di telefonia mobile, diventando la prima società di telecomunicazioni a Cipro in grado di offrire servizi Quad-Play (telefonia fissa e mobile, Internet e TV).
Nell'aprile 2015, Primetel ha lanciato il terzo operatore di rete mobile a Cipro.
Sulla base degli ultimi dati pubblicati a dicembre 2018, Primetel detiene una quota di mercato del 10,50% negli abbonamenti mobili a Cipro.